# Schloss Prieborn

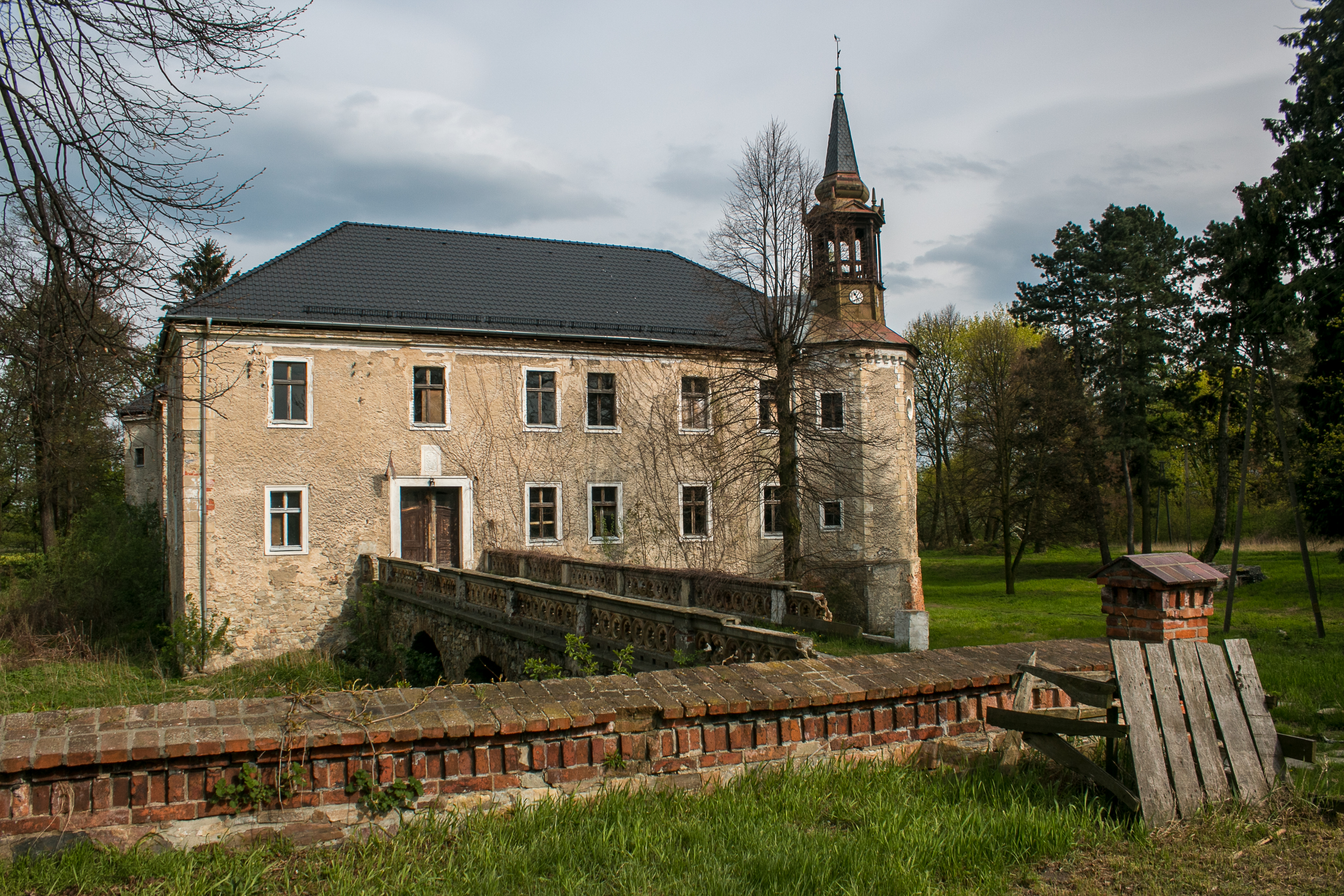
Schloss Prieborn

Das Schloss Prieborn (polnisch Zamek w Przewornie) befindet sich in der Landgemeinde Przeworno (deutsch Prieborn) im Powiat Strzeliński (Kreis Strehlen) in der Woiwodschaft Niederschlesien in Polen. Historisch gehörte es zum Herzogtum Brieg.

## Geschichte
Das Schloss geht auf eine steinerne Burg zurück, die die von Czirn (Tschirn) im 15. Jahrhundert am südöstlichen Rand des Dorfes am Kryhnbach (Krynka) erbauten. 1543 wurde sie im Stil der Renaissance mit Innenhof und Ecktürmen zu einem Schloss umgebaut. Während des Dreißigjährigen Krieges wurde es 1643 von den Schweden geplündert und teilweise zerstört. Nach dem Tod des Herzogs Georg Wilhelm I. fielen dessen Besitzungen, zu denen Prieborn gehörte, als erledigtes Lehen durch Heimfall an die Krone Böhmen.
Nach dem Ersten Schlesischen Krieg 1742 fiel Prieborn zusammen mit dem größten Teil Schlesiens an Preußen. Der preußische König Friedrich II. übertrug die Herrschaft Rummelsberg, zu der Prieborn gehörte, an die Berliner Charité. Sie nutzte das Schloss bis 1945 als Sitz des Generalpächters sowie als Wohnungen für die Domänebeamten. Als Folge des Zweiten Weltkriegs fiel Prieborn 1945 zusammen mit Schlesien an Polen. Das Schloss wurde verstaatlicht und darin Büros und Wohnungen der örtlichen PGR eingerichtet. Später wurde das Schloss dem Verfall überlassen. Nach der politischen Wende wurde das ruinöse Schloss privatisiert und verkauft.

## Beschreibung
Zum erhaltenen Baubestand gehören ein bauzeitliches Portal, eine Kartusche sowie eine Steinbrücke aus dem 18. Jahrhundert an der Stelle des ehemaligen Wassergrabens. Um das Schloss herum liegt ein vernachlässigter Landschaftspark aus dem 19. Jahrhundert.